# Arrondissement Saint-Pierre (Martinique)
Saint-Pierre is een arrondissement van het Franse overzees departement Martinique. De onderprefectuur is Saint-Pierre.

## Gemeenten
Het arrondissement is samengesteld uit de volgende gemeenten:
- Bellefontaine
- Le Carbet
- Case-Pilote
- Fonds-Saint-Denis
- Le Morne-Rouge
- Le Morne-Vert
- Le Prêcheur
- Saint-Pierre